# Andeimalva mandonii
Andeimalva mandonii är en malvaväxtart som först beskrevs av Baker f., och fick sitt nu gällande namn av J.A.Tate. Andeimalva mandonii ingår i släktet Andeimalva och familjen malvaväxter. Inga underarter finns listade i Catalogue of Life.